# Kałużskaja (miejscowość)
Kałużskaja (ros. Калужская) – stanica w Rosji, w Kraju Krasnodarskim, w rejonie siewierskim. W 2010 liczyła 1925 mieszkańców.